# Saint-Jacques-du-Haut-Pas
Saint-Jacques-du-Haut-Pas är en kyrkobyggnad i Paris 5:e arrondissement. Kyrkan, som är belägen vid korsningen mellan Rue Saint-Jacques och Rue de l'Abbé-de-l'Épée, är invigd åt apostlarna Jakob och Filippos.
Kyrkan är sedan 1957 ett monument historique.